# Річки України

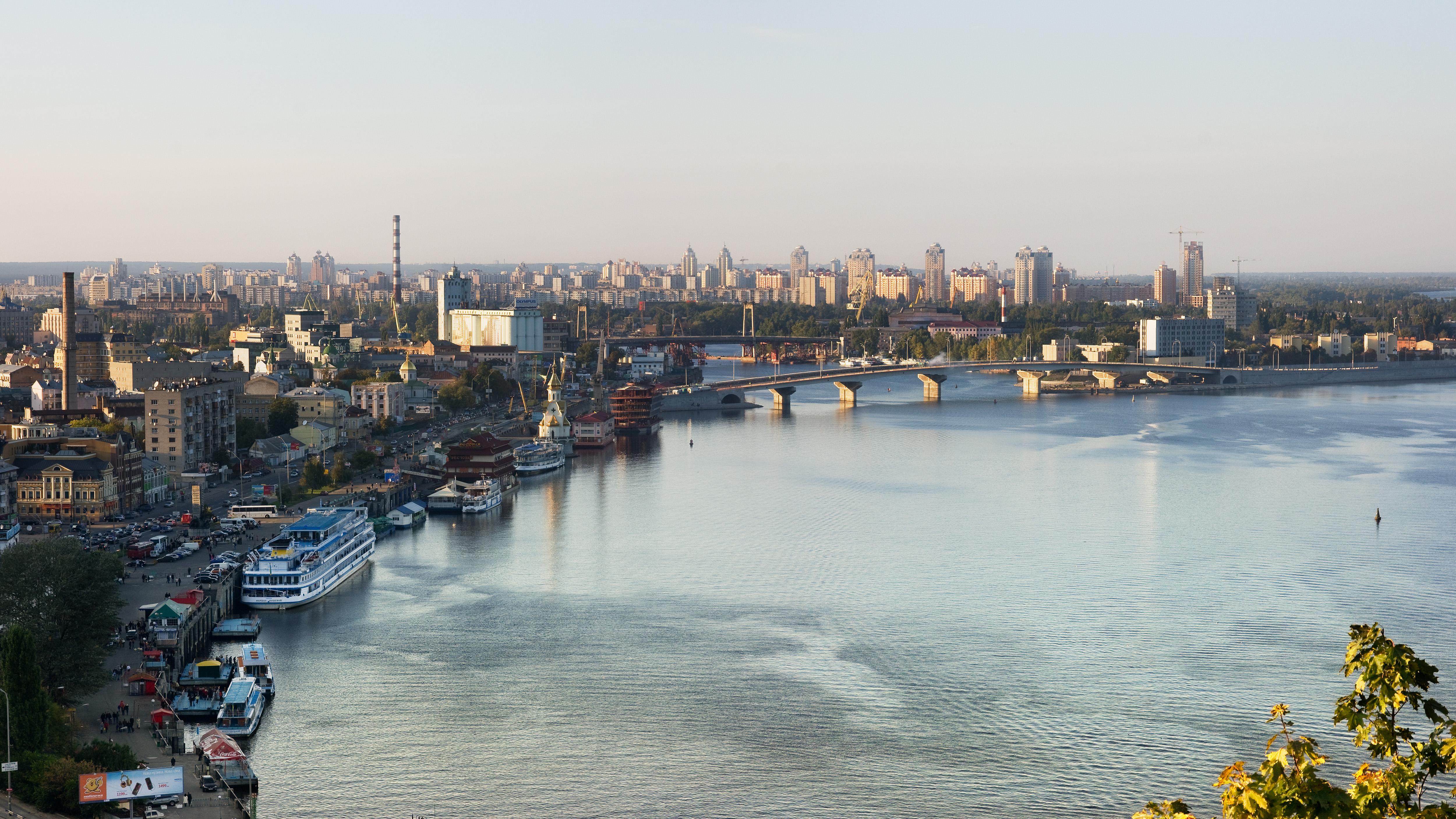
Дніпро у Києві.

Річки України — сукупність природних водотоків (річок) на терені України, яких нараховується понад 63 тис. У різні періоди (з 1950-х рр.) число річок на території України, яке наводилося в різних джерелах значно різнилося.,. 

## Історія досліджень
Історія дослідження річок України в різний час велася в таких основних напрямках:
- вивчення процесів формування стоку річок (найбільшого, найменшого, середнього), пошуки розрахункових залежностей, за допомогою яких прогнозувалися параметри стоку води великих і малих річок (Є. Оппоков, М. Пузиревський, А. Огієвський, М. Максимович, В. Назаров, Д. Соколовський, І. Желєзняк, А. Бефані, Н. Бефані, П. Вишневський, В. Мокляк, В. Лохтін, Г. Швець, В. Манукало, К. Лисенко, Л. Онуфрієнко, І. Волошин, П. Лютик, А. Гушля, О. Іваненко, Н. Лаликін, Я. Мольчак, М. Сусідко, Є. Гопченко, В. Вишневський, Н. Лобода та ін.);
- гідрологічне, гідролого-географічне та водогосподарсько-екологічне районування (Й. Желєзняк, Г. Швець, Л. Будкіна, Л. Козінцева, К. Лисенко, В. Гребінь, С. Дубняк, В. Хільчевський, М. Ромась, А. Яцик, М. Бабич та ін.);
- вивчення стоку наносів річок (Н. Дрозд, Г. Швебс, С. Антонова, З. Горецька, Н. Бобровицька, О. Молдаванов, І. Назаров, К. Зубкова, С. Кочубей, І. Ковальчук, М. Проскурняк, В. Гребінь, В. Вишневський, О. Пилипович та ін.);
- гідрохімічні дослідження річок: хімічний склад річкових вод України, гідрохімічний режим, оцінювання змін складу та якості води (О. Алмазов, Л. Горєв, О. Денисова, Л. Журавльова, Д. Закревський, Н. Осадча, В. Осадчий, В. Пелешенко, М. Ромась, В. Хільчевський);
- типізація річок за гідрографічними, гідрометричними, структурними та гідрологічними характеристиками (М. Дрозд, Г. Швець, М. Каганер. М. Айзенберг, С. Левченко, А. Яцик, Л. Бишовець, І. Ковальчук, В. Вишневський, Б. Кіндюк, Ю. Ющенко, Л. Дубіс, М. Чемерис, А. Михнович, Л. Курганевич, Т. Павловська та ін.);
- вивчення екстремальних гідрологічних процесів у гірських районах (Г. Швець, М. Айзенберг, А. Оліферов, К. Логвинов, О. Раєвський, М. Ромащенко, Д. Савчук, І. Ковальчук, М. Кирилюк, С. Перехрест, С. Кочубей, О. Печковська, О. Г. Ободовський, Ю. Ющенко, А. Михнович, О. Пилипович та ін.);
- дослідження впливу меліоративних робіт на стік річок і їхнє функціонування (І. Запольський, М. Зузанський, С. Кутовий, Г. Кубишкін, Я. Мольчак, Б. Козловський);
- дослідження гідроенергетичного потенціалу малих і верхніх річок України (Л. Хлібоченко, В. Романенко, Г. Рудько, Л. Консевич, М. Сиротюк, І. Ковальчук, М. Крисенков, Ю. Варецький, М. Кирилюк, М. Цепенда та ін.);
- оцінювання впливу діяльності людини на стік води і наносів, на стан і функціонування малих річок, розвиток в них деградаційних процесів (А. Яцик, О. Петрик, О. Ревера, С. Кочубей, В. Перехрест, Б. Стрілець, С. Русинов, І. Ковальчук, В. Вишневський, Я. Мольчак, С. Кутовий, Л. Бишовець, В. Молодих, Є. Гопченко, Н. Лобода, Л. Дубіс, Я. Хомин, Л. Курганевич, А. Михнович, Т. Павловська, О. Пилипович);
- типізація русел і руслових процесів (М. Бухін, В. Базилевич, О. Кафтан, В. Оніщук, О. Ободовський, Ю. Ющенко, І. Ковальчук, В. Явкін, Л. Дубіс);
- оцінювання гідроекологічного стану річок і водосховищ (В. Романенко, А. Яцик, В. Поліщук, В. Шевчук, Н. Закорчевна, В. Жученко та ін.);
- вивчення інтенсивності горизонтальних і вертикальних деформацій русел річок (О. Кафтан, В. Оніщук, І. Ковальчук, О. Ободовський, А. Михнович, В. Явкін, М. Цепенда, О. Пилипович та ін.), розвитку схилових ерозійно-акумулятивних процесів (Г. Швебс, О. Світличний, Ф. Лісецький, І. Ковальчук, С. Булигін, М. Куценко, С. Костріков, С. Буднік та ін.);
- дослідження водноресурсних, воднобалансових та водогосподарських проблем (О. Алмазов, В. Романенко, В. Тімченко, А. Яцик, М. Ромась, В. Вишневський, В. Шевчук, О. Денисова, О. Оксіюк, М. Кирилюк, Б. Стрілець, М. Галущенко, О. Галущенко та ін.);
- моніторинг гідрологічних та гідроекологічних процесів і стану річок, екологічне нормування (В. Самойленко, К. Мовчан, В. Савицький, В. Пелешенко, В. Хільчевський, В. Манукало, О. Ободовський, І. Ковальчук, Д. Клебанов, В. Жукінський, С. Сніжко, О. Оксіюк, О. Васенко та ін.);
- вивчення селів і селеносних річок (Д. Соколовський, М. Айзенберг, Л. Онуфрієнко, А. Оліферов, К. Логвинов, А. Раєвський, М. Каганер, Б. Іванов, Б. Гольдін, В. Перехрест, С. Кочубей, О. Печковська, Р. Сливка, В. Яблонський);
- оцінювання впливу карсту на стік річок, формування річкових долин (Б. Іванов, В. Дублянський, О. Кучерук, Л. Кудрін, С. Кореневський, І. Королюк, М. Зубащенко, Н. Дрозд, М. Лаликін, Я. Мольчак, І. Волошин, В. Андрейчук, Б. Вахрушев та ін.);
- вивчення водосховищ, озерних та морських об'єктів (Л. Ільїн, Ю. Шуйський, Ю. Соколов, М. Волощук, С. Бойченко, В. Тімченко та ін.);
- водогосподарсько-екологічні дослідження (А. Яцик, В. Самойленко, В. Перехрест, К. Алієв, В. Вишневський, О. Фільчагов, В. Поліщук, Н. Закорчевна та ін.).

## Загальна характеристика

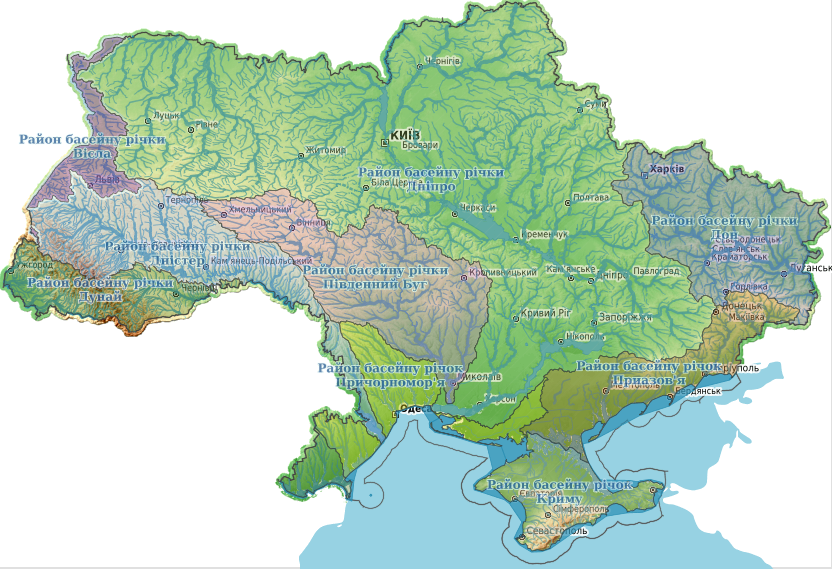
Річкова мережа і межі головних річкових басейнів України

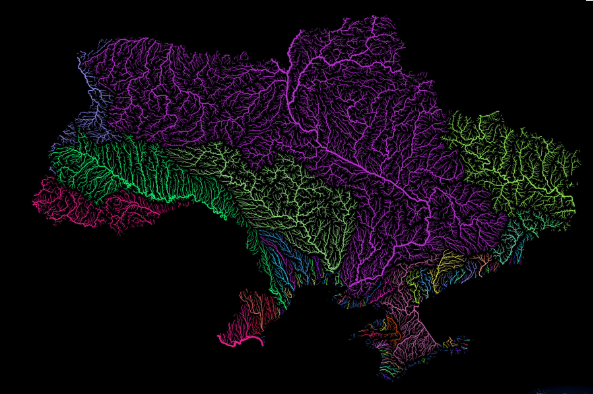
Річкові басейни України у кольорах веселки

Річки України течуть переважно з півночі на південь до Чорного й Азовського морів; Річки північно-західної України течуть з півдня на північний захід і північ до Вісли і Прип'яті. Басейн Чорного й Азовського морів охоплює понад 90 % української території. Тут течуть річки: Дунай з Тисою і Прутом, Дністер, Південний Буг, Дніпро з Прип'яттю і Десною, Дон з Дінцем. До стоку Балтійського моря належать праві притоки Вісли: Вепш, Сян і Західний Буг. Головний вододіл між Чорним і Балтійським морями та між басейнами головних річок проходить переважно низовинами, крім Карпат, і дає змогу пов'язати річки різних басейнів системою каналів та сполучити обидва моря — Чорне і Балтійське.
На території України протікає 63 119 річок і потічків загальною довжиною понад 206 тис. км. З них 93% (60 тис.) дуже малі (завдовжки менше від 10 км); малих річок завдовжки понад 10 км налічується 3 219, а їхня загальна довжина становить близько 74 тис. км. Середніх річок налічується 81 із загальною довжиною в межах України 15 488 км.
Згідно з Водним кодексом України за площею басейну річки поділяються на : малі — менше 2 тис. км²; середні — 2-50 тис. км²; великі річки — понад 50 тис. км².
Характер річок — густість річкової мережі, розмір стоку, водоносність, сезонові й багаторічні зміни тощо — міняється як до клімату, рельєфу, геологічної основи, рослинного покриву, культурного освоєння місцевості та інших факторів.

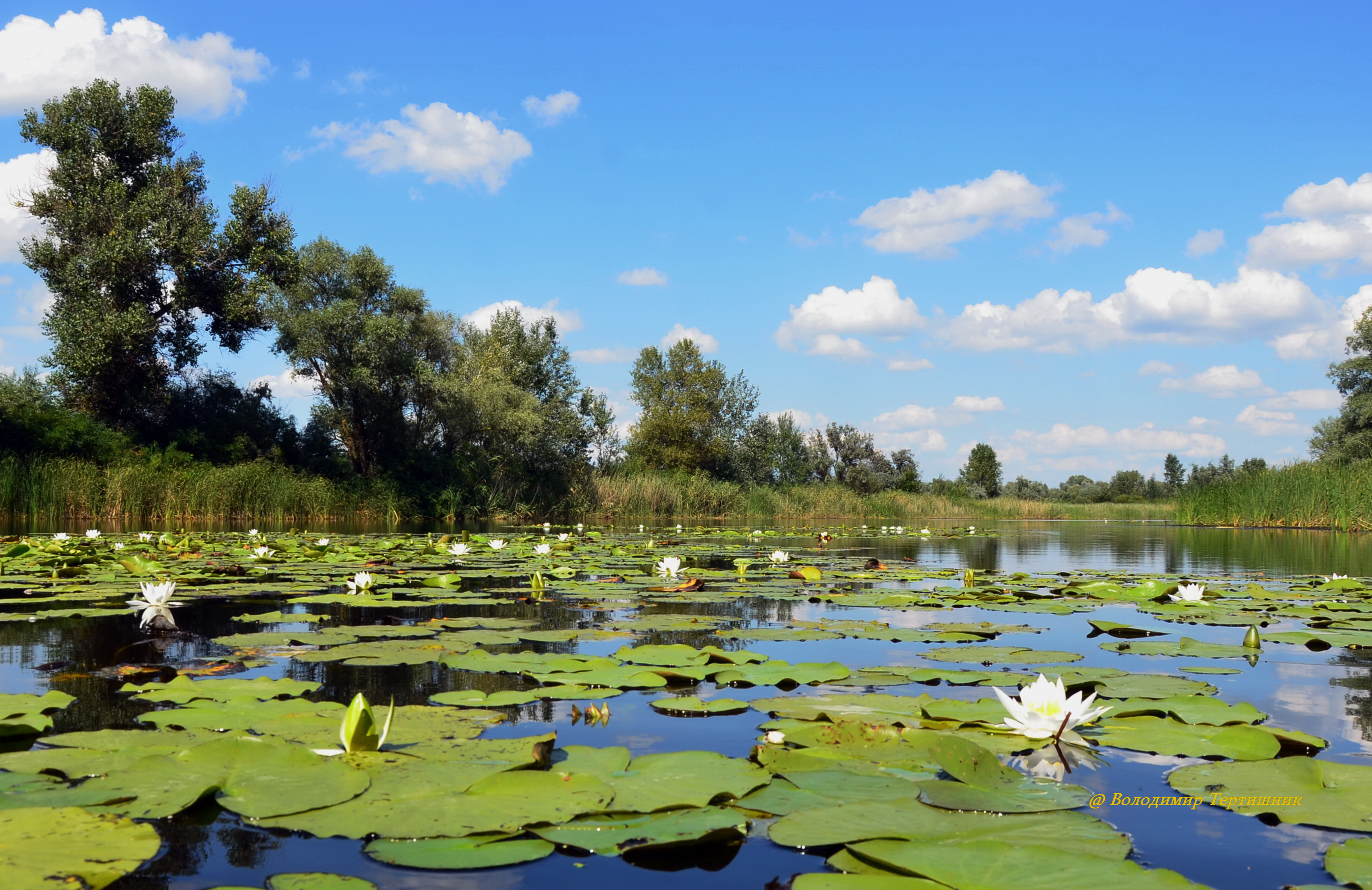
Оріль

Щільність річкової мережі, як і в інших районах суходолу, найбільша в гірських областях. У горах України вона становить близько 1,1 км довжини на 1 км² площі; на Передкарпатті, Потиській низовині й Передкавказзі — 0,6 км/км², на височинах (Розточчя, Поділля, Донецький кряж) близько 0,5 км/км². На південь і схід річкова мережа рідшає. На території між нижньою Десною й верхів'ями Остра, Трубежу і Сулії вона найменша (нижче 0,1 км/км², а між нижнім Дніпром і річкою Молочною інших річок практично немає.
Живлення річок складають дощові, снігові, підземні й частково льодовикові води. При цьому на частку дощів припадає близько 75 % усій атмосферних опадів. Разом з тим, тільки частина води атмосферних опадів стікає до річок: найбільше в горах — близько 50 %, на рівнинах — менше 10 %. Інша частина вологи випаровується або інфільтрується. У степовій смузі майже вся дощова вода випаровується, а малі річки пересихають, як не дістають підземного живлення. Головне джерело живлення річок рівнинних областей — води талого снігу, які через невелике випаровування в холодний період року і перерваній інфільтрації в замерзлий ґрунт головно стікають до річок. Підземне живлення протягом року особливо важливе взимку, коли атмосферичні опади випадають як сніг. Льодовиковими водами живиться тільки Кубань та інші річки, що витікають з льодовиків Кавказу. Основну частину живлення гірських річок становлять дощові, рівнинних — далі снігові води (50-80 %); живлення підземними водами становить 10 — 20 %.
Загальний стік українських річок — близько 16 % усієї атмосферичної води; для України пересічна річна сума опадів — бл. 300 км³, стік — 48 км³.
Середній стік для річок України становить 1 — 4 л/сек. км². При цьому в степу 0,5 — 0,1 л/сек км². Стік річок змінюється сезонно: він найбільший навесні (50-80 % річної суми), коли тануть сніги, найменший — під час теплої й сухої погоди пізнього літа й ранньої осені. Трапляються великі відхилення від норми. Так, наприклад, у сточищі Південного Бугу в березні 1921 року стекло 3,6 мм, у березні 1922 року — 81 мм води І(середній стік за березень — 20,8 мм). У 2008 році спостерігалися катастрофічні повені, що охопили територію 5-ох областей Західної України.

## Повені

Карта-схема територій постраждалих від повені (позначено синім).

Повінь на заході України 2008. Вода на вулиці населеного пункту

Стік річок України найвищий на весні, коли тануть сніги, найнижчий узимку. Під час весняної повені проходить 50 — 80 % річного стоку, на малих річках степу — майже весь річний стік. Весняна повінь триває на малих річках 10 — 15 днів, на великих — 1 — 1,5 місяця. Крім весняної, трапляються повені літні, спричинені рясними атмосферичними опадами — звичайне явище в гірських річках Карпат і Кавказьких гір.
На Кубані помітні чотири сезонові повені:
- дві весняні — у лютому, коли тануть сніги в нижній частині сточища, і у квітні, коли тануть сніги в горах,
- літня — у червні й липні, пов'язана з таненням льодовиків,
- осіння, спричинена збільшенням атмосферичних опадів у жовтні.

На Тисі трапляються зимові повені, спричинені відлигою, принесеною середземноморськими циклонами.
Винятково великі бувають повені у сточищі Дніпра вище Києва, спричинені одночасним інтенсивним таненням снігу в сточищі Прип'яті й Десни. Весняні повені на Прип'яті бувають щороку. На Сяні, Бузі й Дністрі весняні повені — спричинені надто швидким таненням снігу у верхньому сточищі, коли середня течія річки ще скута кригою. У пригирлових ділянках Дніпра, Дунаю, Дністра, Південного Бугу й Кубані спостерігаються значні коливання рівнів води, зумовлені вітровими нагонами і згонами (у Чорне море і з Чорного моря).

## Зимовий режим річок
З початком морозів на річках починається утворення льоду, яке звичайно закінчується льодоставом.
Річки у сточищі горішнього Дністра замерзають в останню декаду листопада і від верхів'їв льодостан посувається вниз за течією.
Річки Передкарпаття замерзають у грудні, Закарпаття — на два тижні пізніше.
Малі й середні річки на півночі України замерзають як правило у третю декаду листопада, і при цьому на сході краю раніше, ніж на заході.
Кубань і Тиса не мають тривалого льодоставу. Льодостан Сяну і Західного Бугу часто переривається відлигами. У середньому річки півночі України вкриті льодом близько 3,5 місяці, півдня — 2,5 місяці.
Географічна динаміка замерзання і скресання найбільших річок України:
Замерзання:
- Дніпро під Києвом замерзає у середньому 21 грудня, під Запоріжжям — 29 грудня, під Херсоном — 28 грудня.
- Дністер замерзає так: під Заліщиками — 30 грудня, під Дубосарами — 20 грудня, під Тирасполем — 28 грудня, для Південного Бугу — під Вінницею — 6 грудня, під Прибожанами — 11 грудня.

Скресання:
- Дніпро. Середні дати скресання для Дніпра: під Херсоном 3 березня, під Запоріжжям — 15 березня, під Києвом — 24 березня; для Південного Бугу під Прибожанами — 7 березня, під Вінницею — 21 березня.
- Дністер. Середні дати скресання для Дністра: під Тирасполем — 5 березня, під Дубосарами — 9 березня, під Заліщиками — 4 березня.

Загалом фронт льодостану на річках України посувається з півночі на південь. Скресання річок починається з півдня. Гірські річки починають скресати з нижньої течії.

## Мінералізація річкових вод
Мінералізація річкової води — це кількість мінеральних речовин, яка в ній розчинена (мг/дм³, г/дм³). Величина мінералізації залежить переважно від: складу порід поверхневих шарів земної кори; гідрометеорологічних умов, відповідно, переважання тих чи інших джерел живлення річок (атмосферного, підземного); контакту води з газами атмосфери.
Мінералізація річкових вод півночі України коливається між 200 і 500 мг/дм³. Вона зростає в південному і східному напрямі. Найбільше мінералізовані води річок Приазов'я (понад 2000 мг/дм³) і річки між Дунаєм і Дністром, а найменше — Карпат (нижче 100 мг/дм³).

## Рельєфотворча дія річок

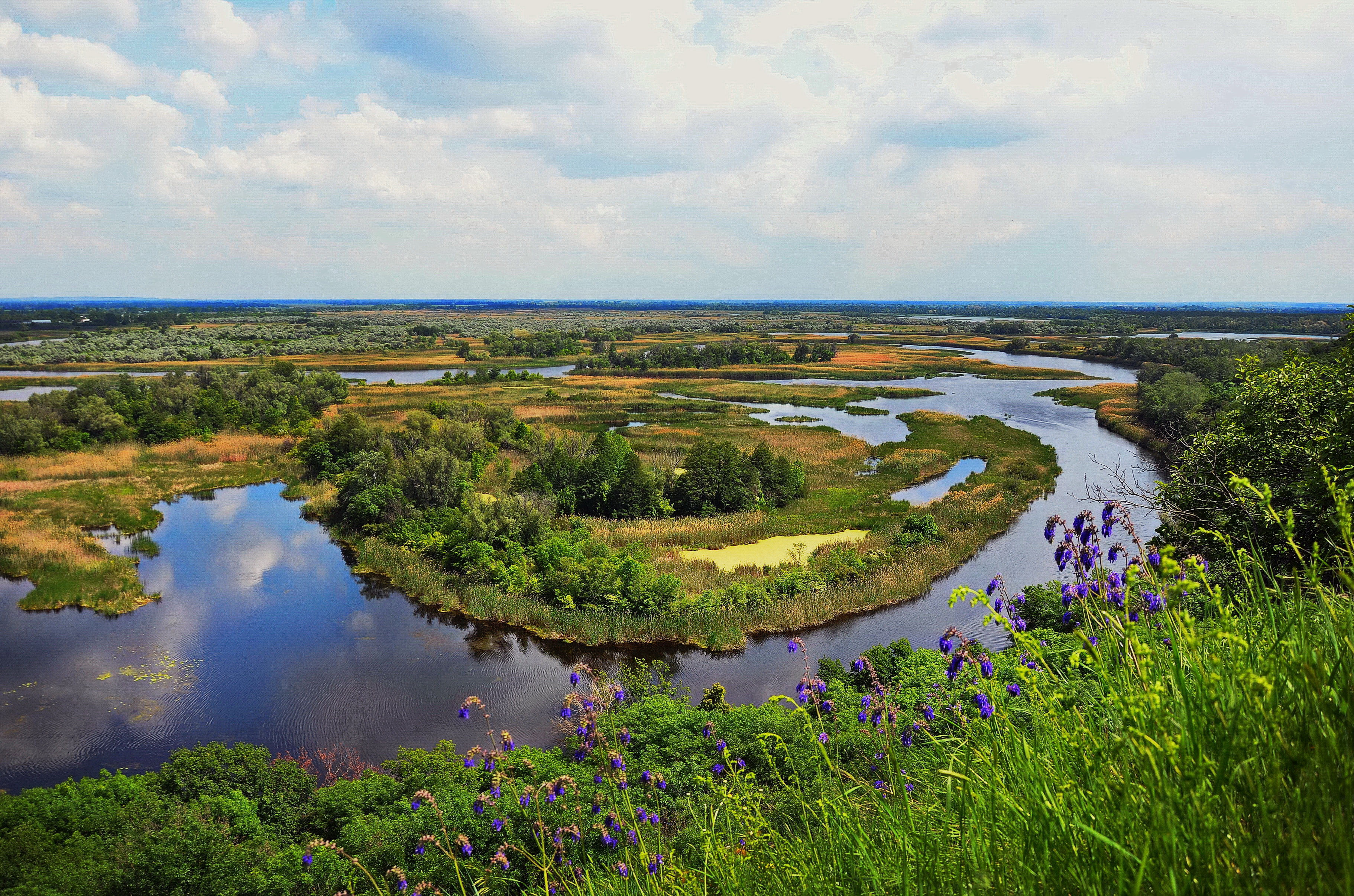
Ворскла в районі Лучок

Річки вимивають річища, змивають верхній шар ґрунту і відкривають корінні породи (як це відбувається з порогами на Дніпрі), загалом змінюють рельєф місцевості, розсипи корисних копалин, піщані та ін. пляжі, острови тощо.  

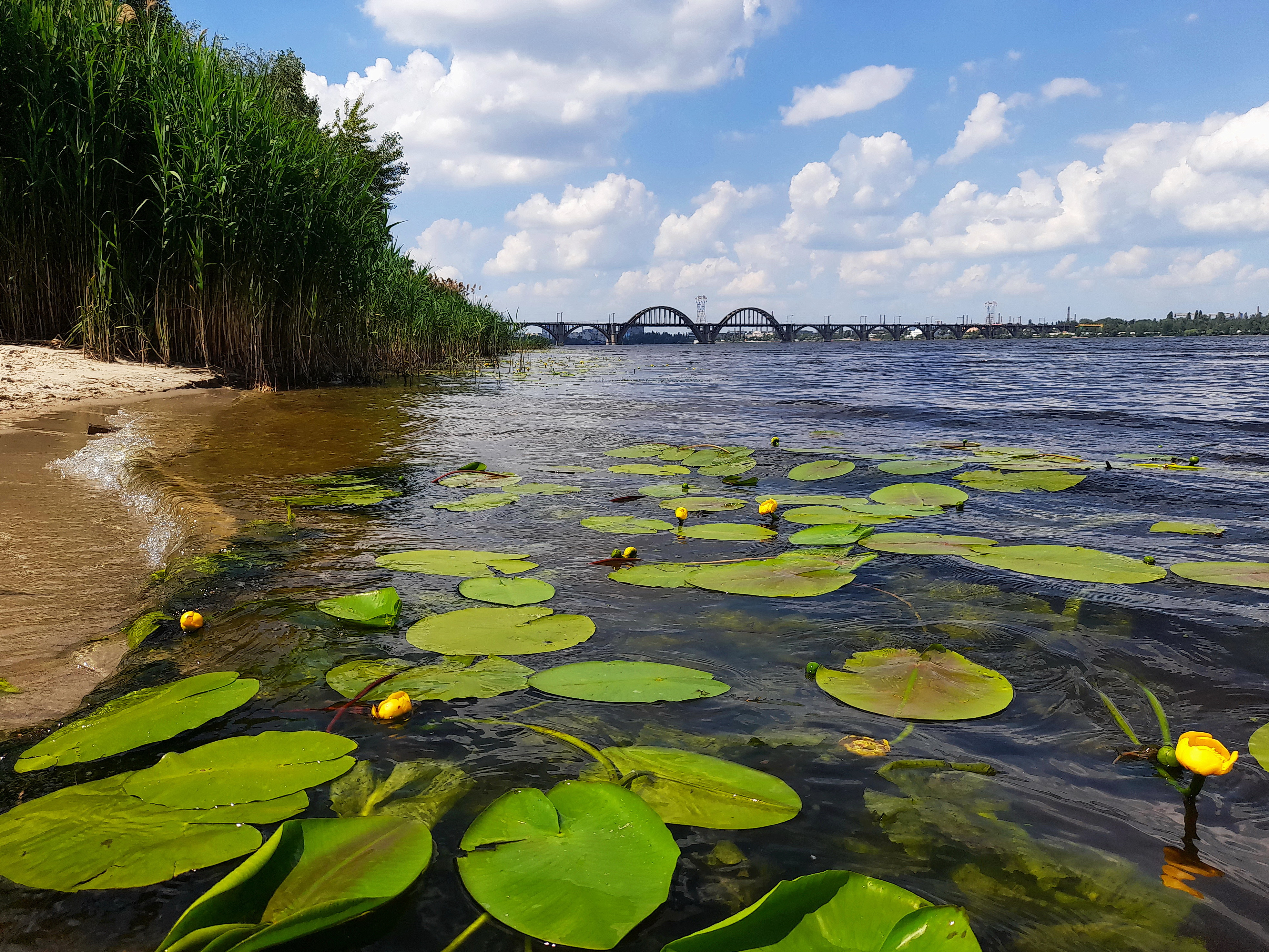
Річка Дніпро у м. Дніпро

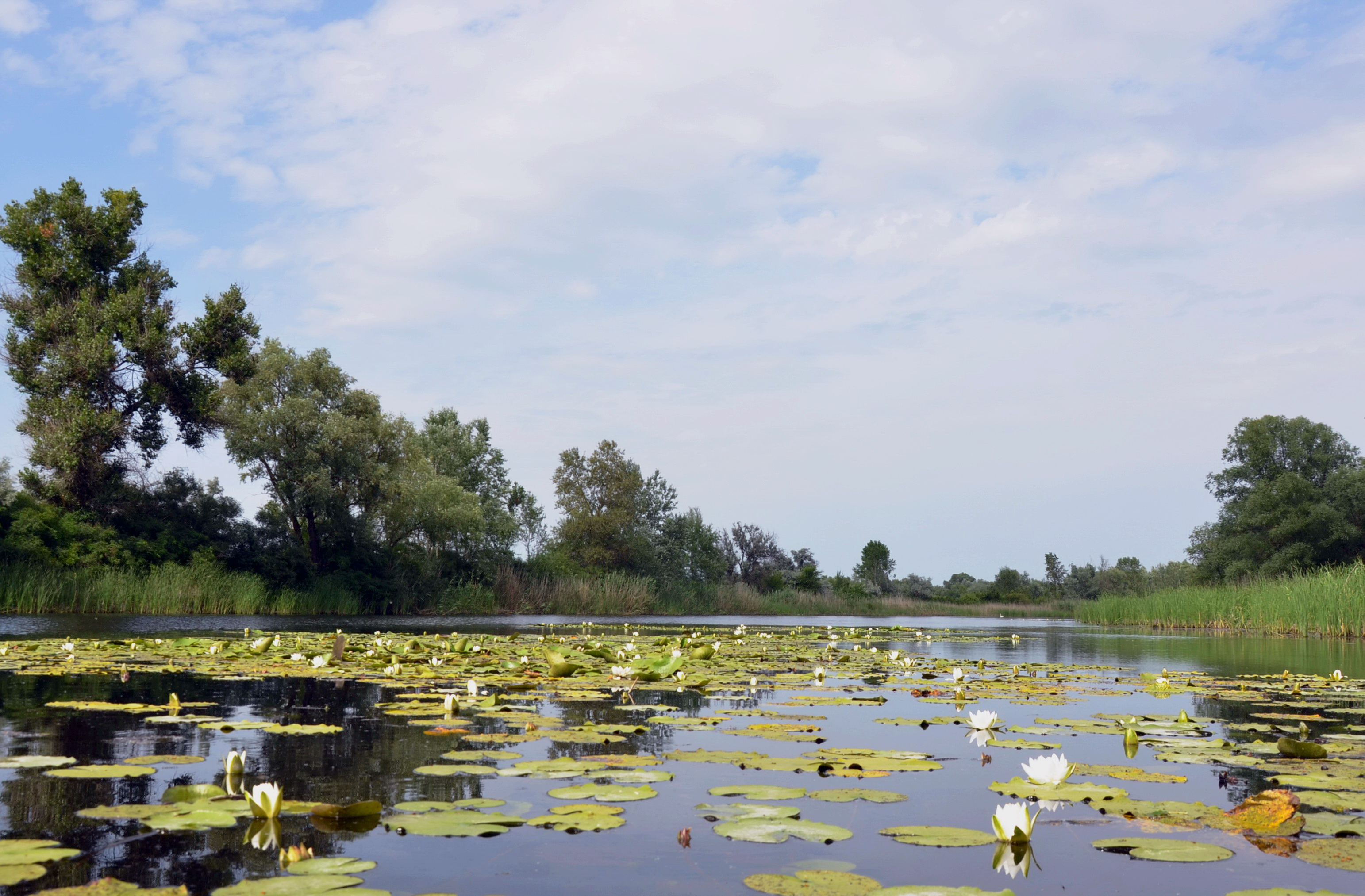
Оріль

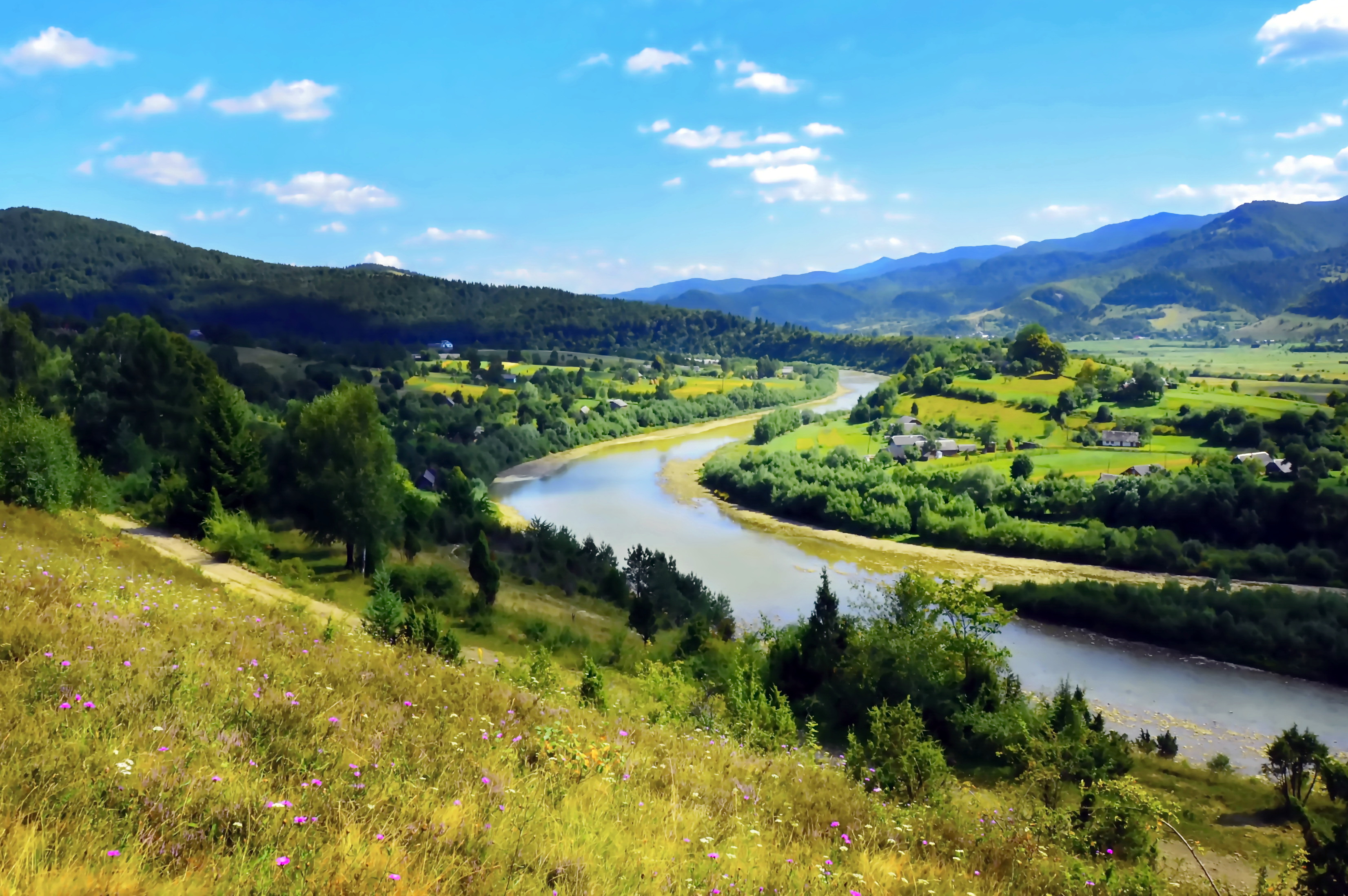
Стрий

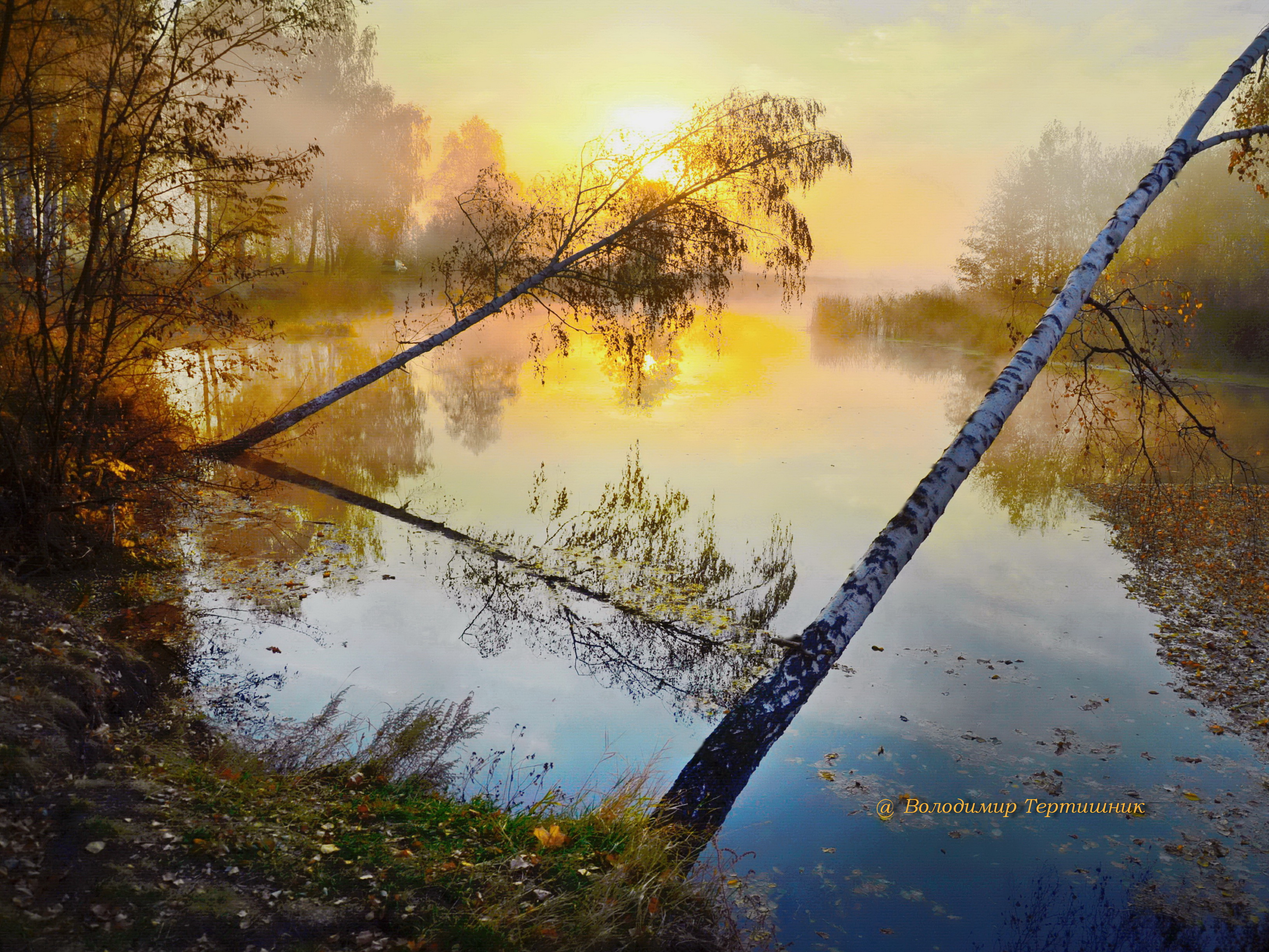
Псел

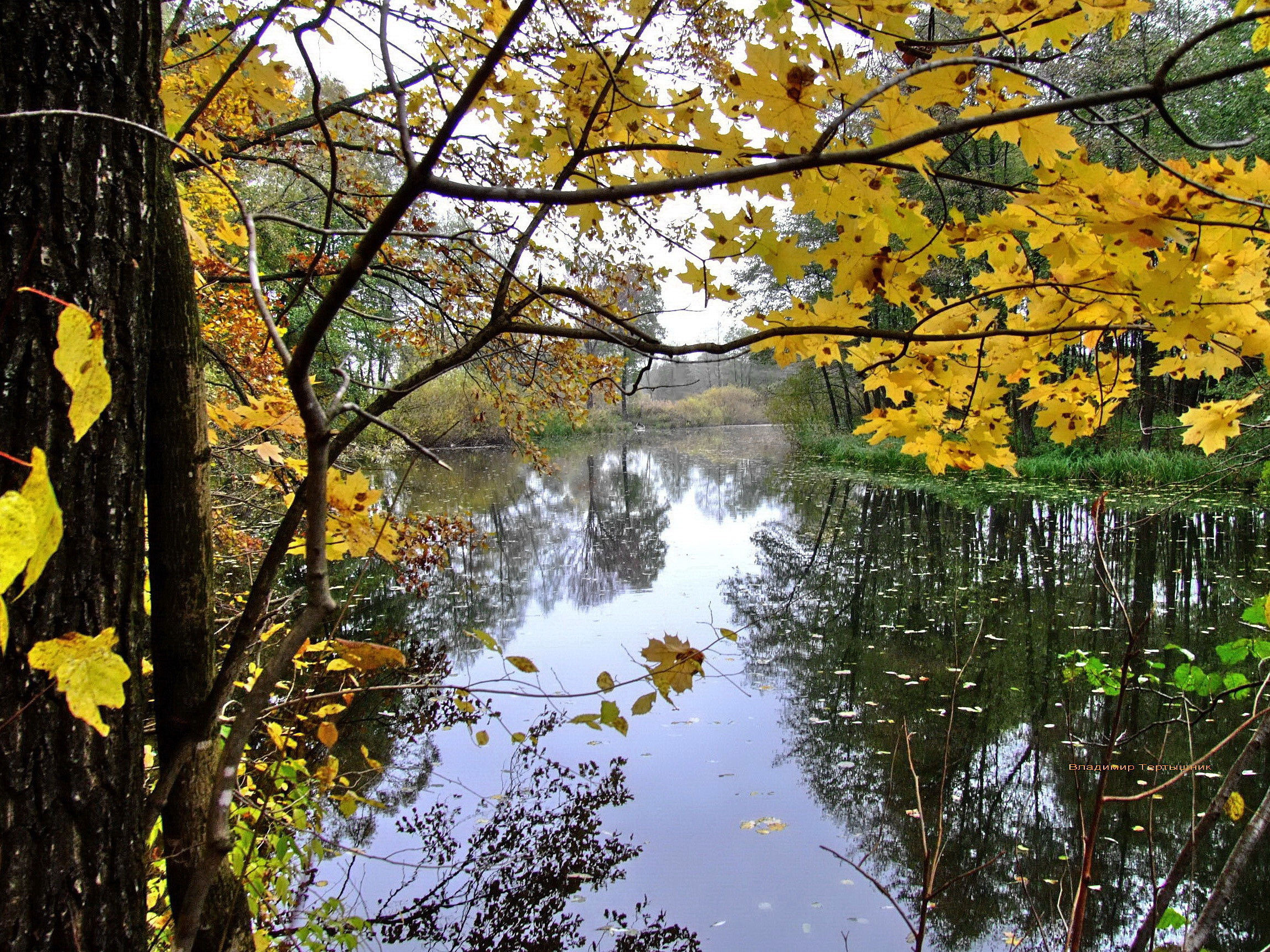
Грунь

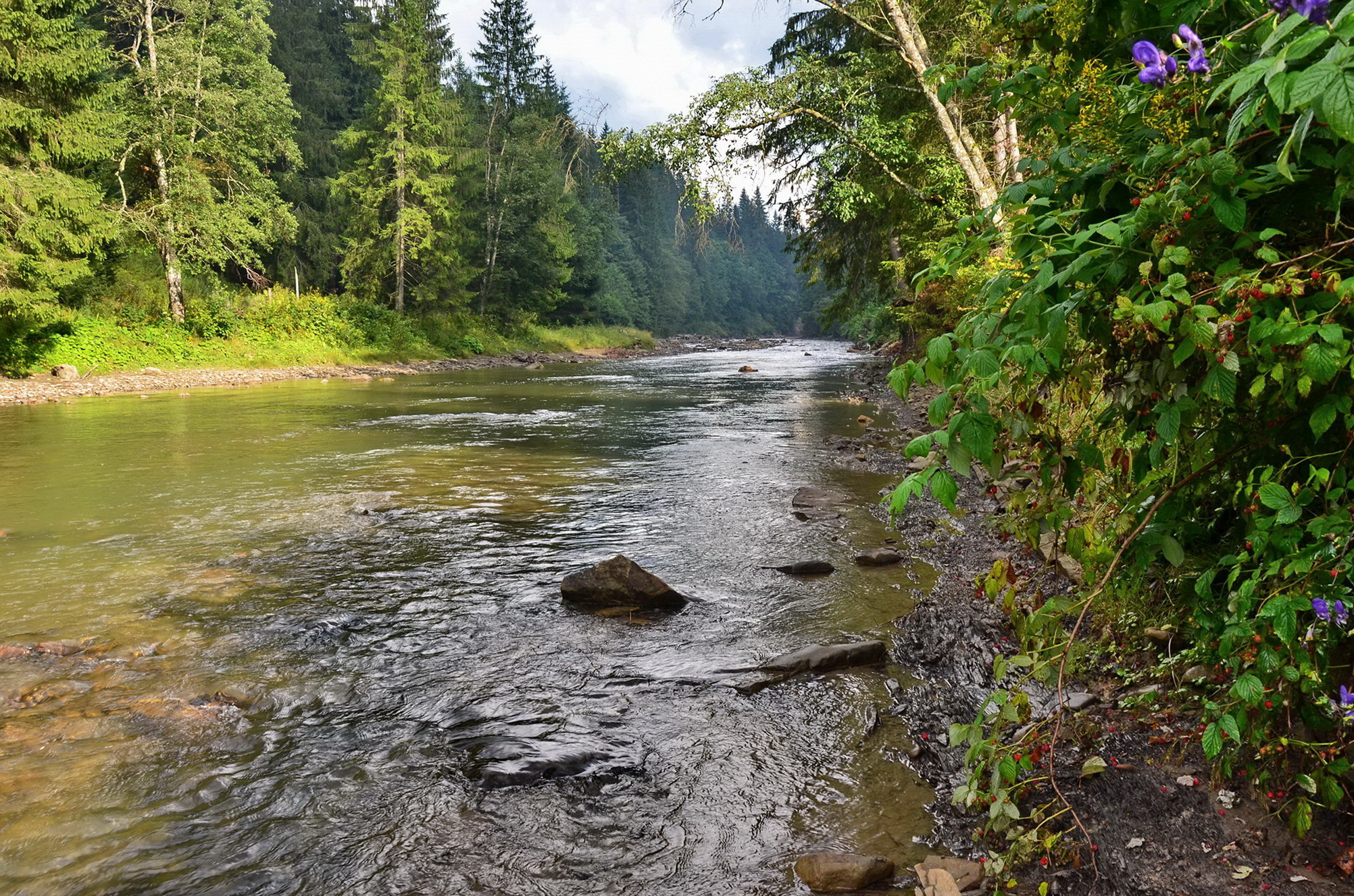
Прут

Найбільше скельного матеріалу несуть гірські річки, зокрема під час повеней, коли можуть котити своїм днищем навіть більші каміння, найменше — повільні річки рівнин. 

## Довжина, площа і середній річний стік важливіших річок України
| Річки                              | Площа басейну в км² | Довжина в км | Середній річний стік л/сек/км² | м³/сек | км³  |
| ---------------------------------- | ------------------- | ------------ | ------------------------------ | ------ | ---- |
| Басейни Чорного й Азовського морів |                     |              |                                |        |      |
| Дніпро                             | 504000              | 2201         | 3,2                            | 1650   | 52,0 |
| Прип'ять                           | 114300              | 748          | 3,8                            | 440    | 13,8 |
| Десна                              | 88 900              | 1126         | 3,9                            | 346    | 10,9 |
| Псел                               | 22800               | 692          | 2,4                            | 54     | 1,7  |
| Самара                             | 22600               | 311          | 0,8                            | 18     | 0,6  |
| Сула                               | 18100               | 310          | 2,3                            | 42     | 1,3  |
| Тетерів                            | 15 300              | 385          | 3,0                            | 46     | 1,4  |
| Ворскла                            | 14700               | 452          | 2,1                            | 32     | 1,0  |
| Інгулець                           | 14460               | 549          | 0,7                            | 10     | 0,3  |
| Рось                               | 12575               | 346          | 2,2                            | 28     | 0,9  |
| Притоки Прип'яті                   |                     |              |                                |        |      |
| Горинь                             | 27650               | 659          | 3,3                            | 91     | 2,9  |
| Случ                               | 13900               | 451          | 3,5                            | 48     | 1,5  |
| -                                  |                     |              |                                |        |      |
| Дністер                            | 72 000              | 1362         | 5,0                            | 360    | 11,3 |
| Південний Буг                      | 63 700              | 792          | 1,5                            | 96     | 3,0  |
| Синюха                             | 16725               | 111          | 1,7                            | 28     | 0,9  |
| Дунай                              |                     |              |                                |        |      |
| Прут                               | 27000               | 845          |                                |        |      |
| Тиса                               | 157186              | 1308/1358    | 5,1                            | 800    | 29,2 |
| Дон                                |                     |              |                                |        |      |
| Сіверський Донець                  | 98900               | 1053         | 1,6                            | 160    | 5,0  |
| Оскіл                              | 14680               | 436          | 2,9                            | 43     | 1,4  |
| Басейн Балтійського моря           |                     |              |                                |        |      |
| Вісла                              |                     |              |                                |        |      |
| Західний Буг                       | 73470               | 813          | 3,7                            |        |      |
| Сян                                | 16730               | 444          | 6,0                            |        |      |

## Гідрографічні райони України
Зважаючи на гідрологічні чинники і характер українських річок, на території України можна виділити такі гідрографічні райони:
- Полісся, відводнене Дніпром (вище Києва) Прип'яттю, Десною і Бугом. Пересічна річна сума атмосферичних опадів 500–600 мм, річний стік — від 100 до 120 мм (20 %). Похил річищ малий (бл. 0,5 м/км); течія річок повільна; долини широкі, з низькими берегами, забагнені; щороку повені на весні; час замерзання середньому 3,5 місяці.
- Волинсько-Холмська височина, відводнена річками Вепр, Бугом і правобічними притоками Прип'яті (Стохід, Стир з Іквою, Горинь із Случчю). Сума атмосферичних опадів — 500 — 700 мм, річний стік 100 — 150 мм (20 %). Похил річок на півдні понад 1 м/км — зменшується на північ; долини широкі, часто забагнені; повені на весні; час замерзання на заході З, на сході — 3,5 місяці.
- Поділля, відводнене лівобічними притоками Дністра і правими Бугу. Сума атмосферичних опадів на заході — 700 мм спадає до 450 мм на південному сході, стік на заході — 200 мм (30 %), на південному сході — 40 мм (10 %). Щільність мережі річок 0,4 — 0,5 км/км². У верхніх течіях похил річок малий (бл. 1 м/км), долини широкі, місцями забагнені, річкові долини переходять у вузькі й глибокі яри (найхарактерніший — яр Дністра); у межах Українського кристалічного щита річища кам'янисті. Повені весняні, на Дністрі також літні. Час замерзання — протягом З-х місяців. Придніпровська височина, відводнена правобічними притоками Дніпра (Тетерів, Ірпінь, Рось, Тясмин, верхній Інгулець) і лівобічними притоками Бугу (Соб, Синюха, верхній Інгул). Сума опадів 450 — 550 мм, стік — 100 мм на північному заході (18 %) зменшується до 30 мм на південному сході (6 %); похил річок бл. 2 м/км; річища в межах Українського кристалічного щита кам'янисті й порожисті; долини річок глибокі, у верхніх течіях яристі. Найвищий водостан на весні. Тривалість замерзання — 3 місяці, на півдні на 1 — 2 тижні коротший.
- Придніпровська низовина, відводнена лівобічними притоками Дніпра (Удай, Псел, Ворскла, Оріль, Самара). Річна сума атмосферичних опадів 450–550 мм, стік 40-120 мм. Похил річок бл. 1 м/км, річища вирівняні, долини широкі з пологими берегами. Високий водостан на весні. Час замерзання на півночі 3,5, на півдні — 2 місяці.
- Донецький кряж, відводнений Дінцем і його правобічними притоками, Р. Азовського м. (Міюс і Кадміює) та верхів'ями лівобічних приток Дніпра — Вовчої і Самари. Річна сума опадів бл. 500 мм, стоку — 6л. 50 мм (10 %). Спад річища Дінця бл. 0,5 м/км, приток — 1 м/км і більше, долини Р. глибокі, у Дінця правий берег вищий, ніж лівий. Високий водостан на весні. Час замерзання бл. З місяців.
- Півд.-зах. смуга Сер. височини, відводнена верхів'ями лівобічних Приток Дніпра (Десни з Сеймом, Псла, Ворскла), Дінцем і його лівобічними притоками (Оскіл, Айдар, Деркул) та правобічними притоками Дону (Калитва). Річна сума опадів 400 — 500 мм, стік на півн. бл. 120 мм, скорочується до 60 мм і менше на півдні. Спад Р. бл. 2 м/км; долини глибокі, праві береги Р. вищі, ніж ліві. Найвищий водостан на весні. Час замерзання бл. 3½ місяців.
- Чорноморська низовина, відводнена нижніми течіями Дністра, Бога, Дніпра і менших Р. Чорного й Азовського морів. Річна сума опадів 270–400 мм, стік менше 25 мм (переважно на весні), тобто 6 % і менше. Влітку майже вся вода випаровується; тоді малі й сер. P., як Малий і Великий Куяльники і Тилігул, пересихають (вони кінчаються лиманами). Долини Р. широкі з низькими берегами, річкові заплави порослі комишами. Замерзання — бл. 2½ місяці.
- Кримські гори дістають 400-1 000 мм опадів, переважно пізно восени і взимку; велика частина дощової води губиться у щілинах вапнякових порід (підземне відводнення), стік 20 — 200 мм. Долини річок вузькі й глибоко врізані.
- Карпати і Передкарпаття відводнені правобічними притоками Висли (Дунаєць, Вислока, Сян), Дністром і його притоками, лівобічними (Стривігор) і правобічними (Бистриця, Стрий, Свіча, Лімниця, Солотвинська й Надвірнянська Бистриці), Тисою і її правобічними притоками (Тересва, Теребля, Ріка, Боржава, Латориця, Уж, Лаборець) та лівобічними притоками Дунаю (Серет і Прут). Сума атмосферних опадів від 700 мм на передгір'ях до 1 500 мм у найвищих частинах гір; величина стоку 350 — 750 мм (50 % і більше), залежно від висоти. Густота річкової мережі 1,1 км/км²; спад Р. 60-70 м/км у вищій, 5 — 10 м/км — у нижчій течії. Долини в горах відносно вузькі і глибокі (600 — 800 м), на передгір'ях — 150 — 250 м. Великі літні повені, час замерзання — 2½ до 4 місяців, залежно від висоти. Майже кожної зими льодостан підгірських Р. переривається відлигами. Сер. течія Тиси не має тривалого льодостану. Вода Р. має високий твердий стік, але слабу мінералізацію.
- Кубань відводнена Кубанню і її лівобічними притоками (Великий і Малий Зеленчуки, Лаба, Біла, Пшиш). Річна сума опадів над нижньою Кубанню — 500 мм зростає до 1 000 мм на передгір'ї і 2 400 в Кавказьких горах; стік у гірській смузі 50 % і вище, на низовині спадає до 10 %. Живлення мішане: дощове, снігове й льодовикове. Долини Р. на низовині широкі, з пологими берегами, у горах вузькі й глибоко врізані. Льодостав не щороку.

Р. відіграли велику роль у минулому України для заселення, транспорту, прохарчування (рибальство). Тепер річковий транспорт і річкове рибне господарство мають менше значення, натомість збільшилася роль Р. для водопостачання, зрошення, осушення, приймання стічних вод, також як джерела гідроенергії. Р. відіграють роль як місця відпочинку і туристичні шляхи (див. Водне господарство), їх значення зменшується надмірним скиданням занечищених промислових і міських стічних вод.

## Гідрографічне районування території України відповідно до вимог ВРД ЄС
Згідно схеми гідрографічного районування території України, розробленої у 2013 році українськими вченими та фахівцями Держводагентства України відповідно до вимог Водної рамкової директиви Європейського Союзу (ВРД ЄС), було виділено  9 районів річкових басейнів..
У 2016 році Верховна Рада України затвердила схему гідрографічного районування території України (9 районів річкових басейнів) з уточненням кількості суббасейнів (13 суббасейнів) як зміни до Водного кодексу України р.
Райони річкових басейнів та суббасейни  згідно сучасного гідрографічного районування території України:
- I. Район басейну р. ВІСЛА -

суббасейни:
1. Західного Бугу;
2. Сяну);

- II. Район басейну р. ДУНАЙ -

суббасейни:
1. Тиси;
2. Прута;
3. Сірету;
4. Нижнього Дунаю;

- III. Район басейну р. ДНІСТЕР
- IV. Район басейну р. ПІВДЕННИЙ БУГ
- V. Район басейну р. ДНІПРО -

суббасейни:
1. Верхнього Дніпра;
2. Середнього Дніпра;
3. Нижнього Дніпра;
4. Прип'яті;
5. Десни;

- VI. Район басейну річок ПРИЧОРНОМОР'Я
- VII. Район басейну р. ДОН -

суббасейни:
1. Сіверського Дінця;
2. Нижнього Дону;

- VIII. Район басейну річок ПРИАЗОВ'Я
- IX. Район басейну річок КРИМУ

Метою гідрографічного районування території України, розробленого відповідно до вимог Водної рамкової директиви Європейського Союзу, є його застосування при розробці планів інтегрованого управління річковими басейнами.